# Racing Bulls
A Racing Bulls S.p.A, atualmente competindo como Visa Cash App Racing Bulls Formula One Team e, também, conhecida simplesmente como Racing Bulls ou pelas abreviações RB, e VCARB é uma equipe e construtor italiana de Fórmula 1 com sede em Faença, na Itália. É uma das duas equipes de Fórmula 1 de propriedade da empresa austríaca de bebidas energéticas Red Bull, a outra sendo a Red Bull Racing. A equipe foi formada, para a disputa da Fórmula 1 a partir da temporada de 2024, após a renomeação da antiga Scuderia AlphaTauri. Desde julho de 2025 a equipe é chefiada por Alan Permane.

## História

### Formação
As origens da Racing Bulls vêm da equipe Minardi, que entrou na Fórmula 1 em 1985. Ela disputou 21 temporadas na Fórmula 1, mas era uma das equipes menos competitivas do esporte sempre disputando lugares entre os últimos colocados, tendo como melhor resultado nos construtores um sétimo lugar na temporada de 1991. Nunca alcançou um pódio e terminando em quarto lugar em três corridas.
Após a Minardi disputar 21 temporadas da Fórmula 1, no dia 10 de setembro de 2005, foi anunciada a compra da equipe pela Red Bull GmbH, com os novos proprietários assumiram o espólio da antiga Minardi em 1 de novembro do mesmo ano. Com a equipe sendo rebatizada para "Scuderia Toro Rosso" a partir da temporada de 2006. Porém, após a equipe disputar catorze temporadas sob este nome, em setembro de 2019, a Scuderia Toro Rosso solicitou a alteração do seu nome de construtor para "Scuderia AlphaTauri" para a temporada de 2020. O novo nome fazia referência a marca de moda da empresa-mãe Red Bull Gmb. A solicitação foi aprovada pela FIA no mês seguinte.
Em junho de 2023, o consultor da Red Bull, Helmut Marko, anunciou que o nome da equipe seria alterado novamente para a temporada de 2024 e, que a nova identidade era parte de uma reestruturação da AlphaTauri. Em dezembro, a equipe apareceu na lista de entrada da Fórmula 1 para a temporada de 2024 com o nome de construtor alterado para "RB" e com o nome provisório de "Scuderia AlphaTauri RB", com o novo nome definitivo sendo confirmado em janeiro de 2024 como "Visa Cash App RB F1 Team", com a equipe também usando oficialmente a sigla "VCARB". O nome é derivado dos patrocinadores principais da equipe, Visa (empresa de serviços financeiros) e Cash App (aplicativo de pagamento móvel), sendo "RB" o nome de construtor da equipe, que é operada pela empresa Racing Bulls S.p.A.
A equipe manteve sua sede em Faença, na Itália, mas em meio a uma reestruturação de gestão, ela trocou sua sede do departamento de aerodinâmica de Bicester para Milton Keynes, ambas no Reino Unido, para ficar mais próxima da irmã Red Bull Racing. Permitindo, assim que a parte britânica da equipe ganhe força nas operações do dia a dia.
No início de novembro de 2024, o diretor-executivo da Racing Bulls, Peter Bayer, anunciou que a equipe optou por abandonar o acrônimo "RB" e, que passaria a utilizar o termo "Racing Bulls" como o seu nome de construtor a partir da temporada de 2025.

## Resultados
Resultados em negrito indicam pole position; resultados em itálico indicam volta mais rápida.
| Ano  | Chassi   | Motor                       | Pneu | Piloto           | 1   | 2   | 3   | 4   | 5   | 6   | 7   | 8   | 9   | 10  | 11  | 12  | 13  | 14  | 15  | 16  | 17  | 18  | 19  | 20  | 21  | 22  | 23  | 24  | Pontos | Pos. |
| ---- | -------- | --------------------------- | ---- | ---------------- | --- | --- | --- | --- | --- | --- | --- | --- | --- | --- | --- | --- | --- | --- | --- | --- | --- | --- | --- | --- | --- | --- | --- | --- | ------ | ---- |
| 2024 | VCARB 01 | Honda RBPTH002 1.6 V6 Turbo | P    |                  | BAR | ARA | AUS | JAP | CHN | MIA | EMI | MON | CAN | ESP | AUT | GBR | HUN | BEL | PBS | ITA | AZE | SIN | EUA | CMX | SAO | LAS | CAT | ABU | 46     | 6.º  |
| 2024 | VCARB 01 | Honda RBPTH002 1.6 V6 Turbo | P    | Daniel Ricciardo | 13  | 16  | 12  | Ret | Ret | 154 | 13  | 12  | 8   | 15  | 9   | 13  | 12  | 10  | 13  | 12  | 13  | 18  |     |     |     |     |     |     | 46     | 6.º  |
| 2024 | VCARB 01 | Honda RBPTH002 1.6 V6 Turbo | P    | Liam Lawson      |     |     |     |     |     |     |     |     |     |     |     |     |     |     |     |     |     |     | 9   | 16  | 9   |     | 14  | 17† | 46     | 6.º  |
| 2024 | VCARB 01 | Honda RBPTH002 1.6 V6 Turbo | P    | Yuki Tsunoda     | 14  | 14  | 7   | 10  | Ret | 78  | 10  | 8   | 14  | 19  | 15  | 10  | 9   | 16  | 17  | Ret | Ret | 12  | 14  | Ret | 7   | 9   | 13  | 12  | 46     | 6.º  |

Notas
* Temporada ainda em andamento.
† – Os pilotos não completaram a prova, mas foram classificados pois concluíram 90% da prova.